# Leonille Wittgenstein
Leonille Wittgenstein (* 19. August 1996 in München) ist eine deutsch-schweizerische Schauspielerin.

## Leben
Leonille Wittgenstein wurde in München als Tochter der Schweizer Schauspielerin Sunnyi Melles und Peter Prinz zu Sayn Wittgenstein geboren. Sie hat einen älteren Bruder, DJ Constantin Wittgenstein.
Wittgenstein besuchte die Munich International School und erlangte dort im Jahr 2015 ihren International-Baccalaureate-Abschluss. Im Jahr 2017 begann sie ihre Ausbildung an der Internationalen Akademie für Filmschauspiel (IAF) in Köln, die sie 2020 abschloss. Zusätzlich erweiterte sie ihre Kenntnisse und Fähigkeiten durch einen intensiven Sommerworkshop an der American Academy of Dramatic Arts in Los Angeles.
Wittgensteins Karriere begann mit einem Auftritt im Kinofilm Der Baader Meinhof Komplex unter der Regie von Uli Edel. Bekannt wurde sie insbesondere durch ihre Rollen in den Serien Davos und der preisgekrönten Serie Die Zweiflers, die im Mai 2024 den renommierten Preis als „Best Series“ in Cannes gewann. In Die Zweiflers spielte Wittgenstein die Rolle der Debbie Zweifler.
Leonille Wittgenstein lebt in Berlin.

## Filmografie
- 2008: Der Baader Meinhof Komplex
- 2019: Elisabeth – Eine Kaiserin auf der Flucht
- 2020: Auguste Victoria – Die letzte Kaiserin (Dokumentar Drama)
- 2023: Davos (Miniserie)
- 2024: Die Zweiflers (Miniserie)